# Pieris cubensis
Pieris cubensis är en ljungväxtart som först beskrevs av August Heinrich Rudolf Grisebach, och fick sitt nu gällande namn av John Kunkel Small. Pieris cubensis ingår i släktet buskroslingar, och familjen ljungväxter. Inga underarter finns listade i Catalogue of Life.